# Istari Lasterfahrer
Istari Lasterfahrer (* 1972 in München) ist der Künstlername von Felix Karl Raeithel, einem Breakcore-Produzenten aus Hamburg, Deutschland. Er betreibt außerdem seit 1999 das Label Sozialistischer Plattenbau, das verschiedene experimentelle elektronische Tanzmusik veröffentlicht. An der Hochschule für bildende Künste Hamburg ist er künstlerischer Werkstattleiter des Audiolabors. 
Er veröffentlichte Musik auf vielen verschiedenen Labels, unter anderem The Agriculture, Sprengstoff Records, Sozialistischer Plattenbau, Dhyana Records, Cavage, Marasm und Mental.ind.
Seit 2008 produzierte er zusammen mit Daniel Kulla (dieser unter dem Namen Classless Kulla) drei Alben: Nein, nein, das ist nicht der Kommunismus (2008), Wir hatten doch noch was vor (2010) und Auf- und Zustände (2012).

## Diskografie (Auswahl)
- Inner City Fear  (2002, Complication #27)
- Do You Think (2003, Sprengstoff Records)
- Acid Explosion / Judge Dread (12")  mit Handbag/Abba (2004, Sozialistischer Plattenbau)
- Battybwoy Soundclash Massive (2005, Sozialistischer Plattenbau)
- »Breakcore« The Death Of A Genre (2007, Artcore Records)
- Nein, Nein, Das Ist Nicht Der Kommunismus! mit Classless Kulla (2008, Sozialistischer Plattenbau)
- The System Works Because Me Work  (2009, Sozialistischer Plattenbau)
- Wir Hatten Doch Noch Was Vor mit Classless Kulla  (2009, Sozialistischer Plattenbau)
- Auf- und Zustände mit Classless Kulla (2012, Sozialistischer Plattenbau)